# Mouvement contre le racisme et pour l'amitié entre les peuples
Pour les articles homonymes, voir MRAP.
 (septembre 2009).
Le Mouvement contre le racisme et pour l'amitié entre les peuples (MRAP) est une association française non gouvernementale, créée en 1949 par d'anciens résistants et déportés de la Seconde Guerre mondiale, qui se définit comme un moyen de revendication pour « l'égalité des droits entre tous les citoyens ». Cet objectif était présent dès la fondation de l'association dans ses statuts.
Par un arrêté du ministère de la jeunesse et des sports du 21 avril 1983, le MRAP est agréé comme « Association nationale d'éducation populaire ». Il est doté du statut consultatif auprès de l'ONU et est membre de la Commission nationale consultative des droits de l'homme (CNCDH). Le slogan de l'organisation est « Tous pas pareils, tous égaux ».

## Présentation générale

### Positionnement
Très proche de la mouvance d'extrême gauche[réf. nécessaire], l'action du MRAP s'exerce notamment en faveur d'immigrés légaux ou illégaux, demandeurs d'asile, de Roms, de gens du voyage, de Juifs, de Français d'origine étrangère, d'homosexuels. Le MRAP soutient les étrangers en situation irrégulière, et milite contre certains éléments de la politique immigratoire de la France et de l'Union européenne.
Il intente des actions contre les discriminations racistes dans le travail, le logement, les loisirs. Le MRAP se déclare pour une paix juste et durable au Proche-Orient, les démocrates iraniens, les actions contre la peine de mort aux États-Unis et en Chine surtout, le soutien à toutes les victimes innocentes des violences politiques.
Il organise chaque année une « semaine d'éducation contre le racisme » dans des établissements scolaires. Il participe, notamment avec la Ligue des droits de l'homme (LDH), à des campagnes sur la citoyenneté et milite pour le droit de vote des étrangers, et communique à ce sujet ses positions.

### Liens avec d'autres mouvements
Ce mouvement a pris part à la création de l'Association pour la taxation des transactions financières et pour l'action citoyenne (ATTAC), et en est membre à ce titre. Il fait partie du Réseau éducation sans frontières (RESF), de Migreurop, de l'European network against racism, et à ce titre participe à une réflexion globale, avec d'autres associations, sur les droits de l'homme.
Mouloud Aounit, président du MRAP, est conseiller régional d'Île-de-France, élu tête de liste Alternative citoyenne sur une liste d'union avec le Parti communiste français dans la Seine-Saint-Denis, et a soutenu la candidate communiste Marie-George Buffet à l'élection présidentielle de 2007, sans pour autant avoir sa carte au Parti communiste.

## Historique

### 1949-1977: Mouvement contre le racisme, l'antisémitisme et pour la paix
Le 22 mai 1949, le MRAP a été créé par des membres du Mouvement national contre le racisme (MNCR), de la Ligue internationale contre le racisme et l'antisémitisme (alors LICA mais utilisant le terme «racisme» dans son titre), et du mouvement des Francs-tireurs et partisans - Main-d'œuvre immigrée (FTP-MOI) ainsi que par de diverses personnalités telles qu'Albert Lévy, Marcel Manville, Pierre Roland-Lévy et le peintre Chagall. Il prend le nom de « Mouvement contre le racisme, l'antisémitisme et pour la paix ».

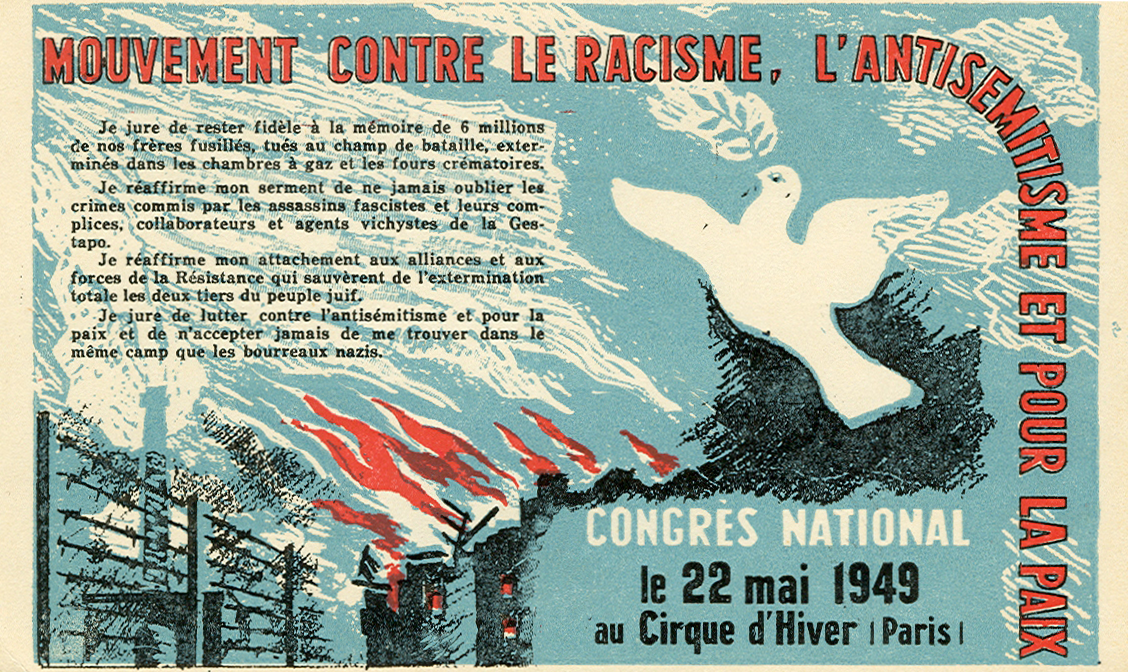
Tract du Congrès fondateur du MRAP (1949).
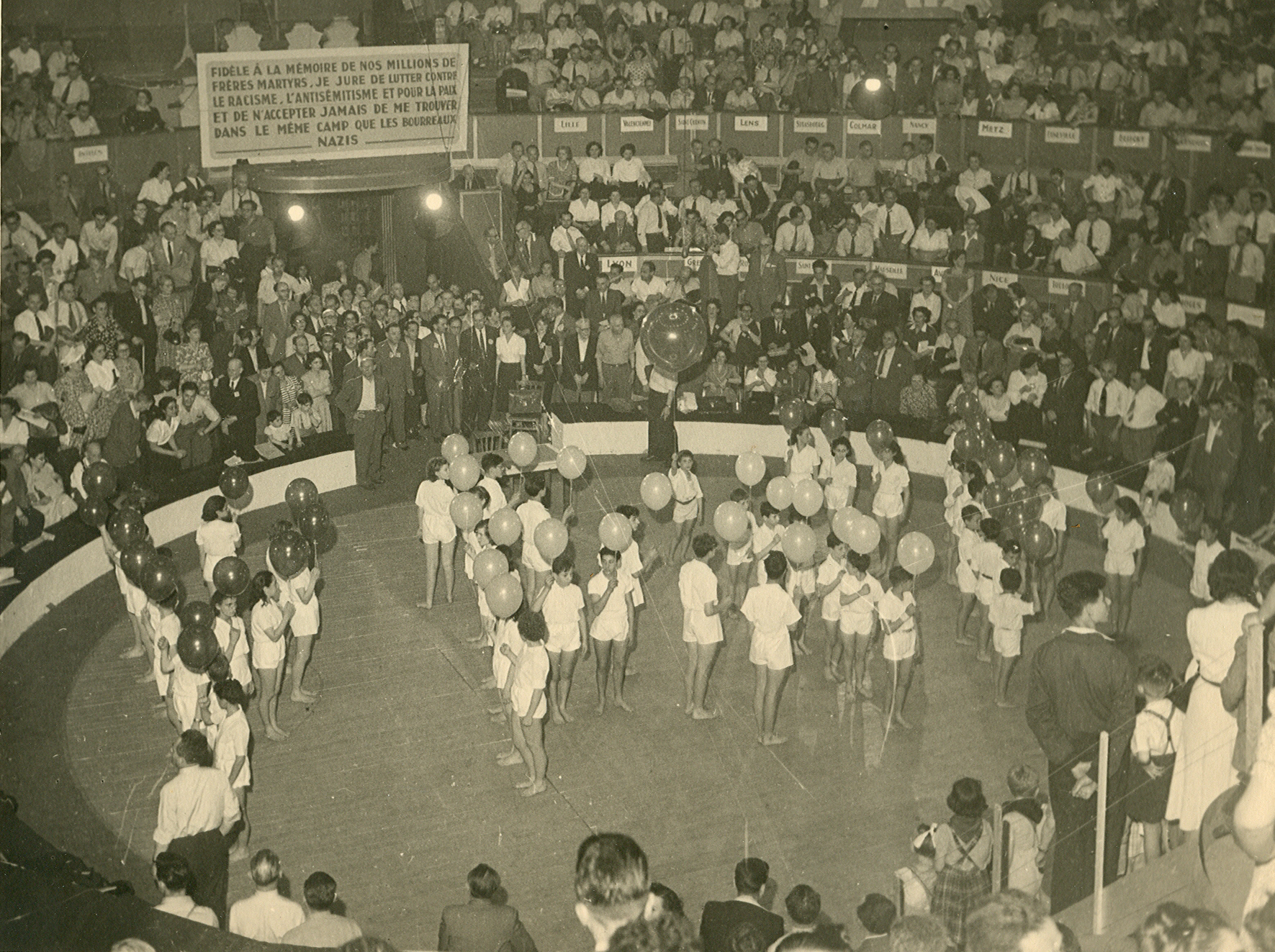
Gala d'ouverture du premier congrès du MRAP (1949).
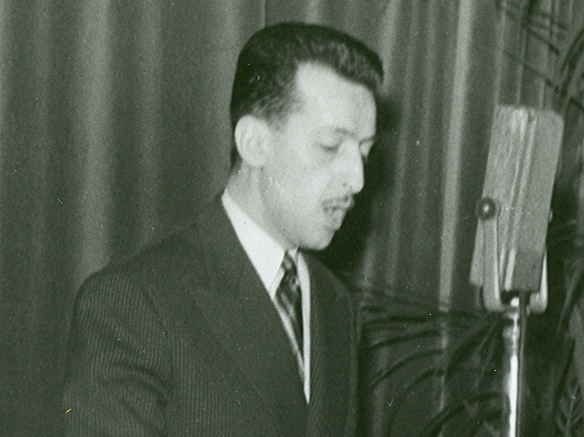
Charles Palant (1949), ancien Président du comité des jeunes de la LICRA, devenu un des fondateurs du MRAP en 1949. Secrétaire général du MRAP de 1950 à 1971.
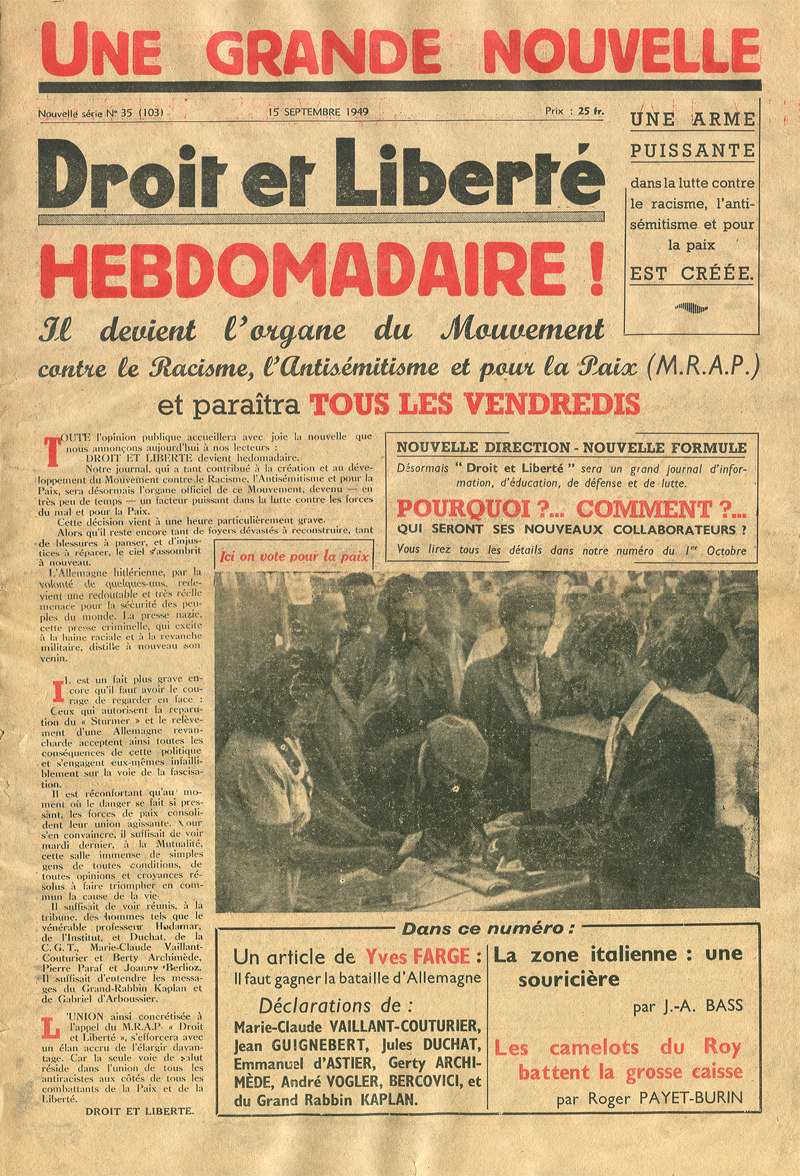
Le 15 septembre 1949, le journal Droit et Liberté devient l'organe de propagande du MRAP.

#### Positions contre le réarmement de l'Allemagne
De 1950 à 1954, le MRAP participe activement aux campagnes contre le réarmement de l'Allemagne en organisant des rassemblements, des délégations auprès des députés[réf. nécessaire]. En 1951, il participe à la vaste campagne de pétitions contre l'arme atomique qui prend le nom d'appel de Stockholm, soutenu par le Mouvement de la Paix, lié au PCF. Le 13 décembre 1951, il organise à l'Hôtel Moderne une conférence contre le réarmement allemand et se rend à l'ONU pour y porter une résolution. Le 9 mars 1953, le MRAP organise, toujours à l'hôtel Moderne, une réunion contre la reconstitution de l'armée allemande ou Wehrmacht. Le 9 mars 1954, sous l'égide de son Président Maître Léon Lyon-Caen, il tient un meeting contre le réarmement allemand. En août 1954, à la veille du vote sur la Communauté européenne de défense, une délégation du MRAP se rend à l'Assemblée nationale pour demander de s'y opposer.

#### Actions contre l'antisémitisme
Dans les dix années qui suivent la libération de la France, il y a un renouveau des formations à caractère raciste, notamment par le biais de nombreuses publications (L'Époque, Le Nouveau Prométhée, Aspects de la France, Paroles Françaises),.
Le MRAP cherche tout d'abord, à utiliser le droit existant pour lutter contre la diffusion des idées racistes mais il complètera son action par du lobbying juridique en vue du renforcement de la législation existante.C'est le cas avec le projet législatif qu'il propose en 1959 aux assemblées.

##### Coopération contre le racisme
Le MRAP cherche aussi à développer une solidarité entre les associations de lutte contre le racisme. Dans la nuit du dimanche 28 au lundi 29 septembre 1975, des attentats sont commis contre les deux fils du Président de la LICRA, Jean Pierre-Bloch. Le MRAP condamnera ces attentats.
Le samedi 18 et le dimanche 19 octobre 1975 a eu lieu la conférence annuelle Naïe Presse (« Presse nouvelle » en yiddish). Le MRAP, par l'intermédiaire de son président Pierre Paraf, y participera.

##### L'utilisation de la loi comme arme contre le racisme
Déjà en février 1949, dans la revue Droit et Liberté qui deviendra la revue du MRAP trois mois après, Daniel Bess préconise d'engager des poursuites judiciaires contre le Mouvement socialiste d'unité populaire (ou MSUF qui deviendra le Parti républicain d'unité populaire), un groupuscule nazi qu'il suspecte d'être la vitrine légale d'un groupe responsable de plusieurs attentats antisémites dans des magasins à Paris[réf. nécessaire]. Mais les limites de la loi sont là, car les textes sont difficiles à appliquer et sont insuffisants, limités jusqu'en juillet 1972 aux décrets Marchandeau de 1939. Le MRAP accuse les publications d'extrême-droite de profiter de cette faille juridique.
À la suite de divers procès, le MRAP entame une campagne pour obtenir l'interdiction de la presse antisémite. En mai 1952, il diffuse auprès d'un large public une liste de brochures antisémites. Le MRAP accuse en septembre 1952 Charles Maurras, leader de l'Action française, de réclamer dans Aspects de la France un statut pour les juifs,. Le MRAP demande alors à ses adhérents d'écrire et d'envoyer des pétitions au juge d'instruction du Palais de Justice de Paris pour que Maurras soit le plus rapidement poursuivi devant les tribunaux. Maurras sera effectivement inculpé.
Le 10 février 1951, Aspects de la France, hebdomadaire de l'Action française de tendance royaliste est condamné en première instance à 35 000 francs français de l'époque pour la diffusion d'articles antisémites. L'amende sera portée à 50 000 francs en appel.
Le 18 janvier 1955, Aspects de la France est à nouveau condamné pour avoir attaqué Pierre Mendès France sur sa judéité ; la 17e chambre du tribunal correctionnel de la Seine condamnera Pierre Boutang, alors gérant du journal, à 100 000 francs français d'amende. L'amende sera portée à 500 000 francs en appel le 3 mai 1955, notamment pour « la persistance des prévenus dans leur diffamation ».

##### Combats contre l'apologie du racisme dans la France d'après-guerre

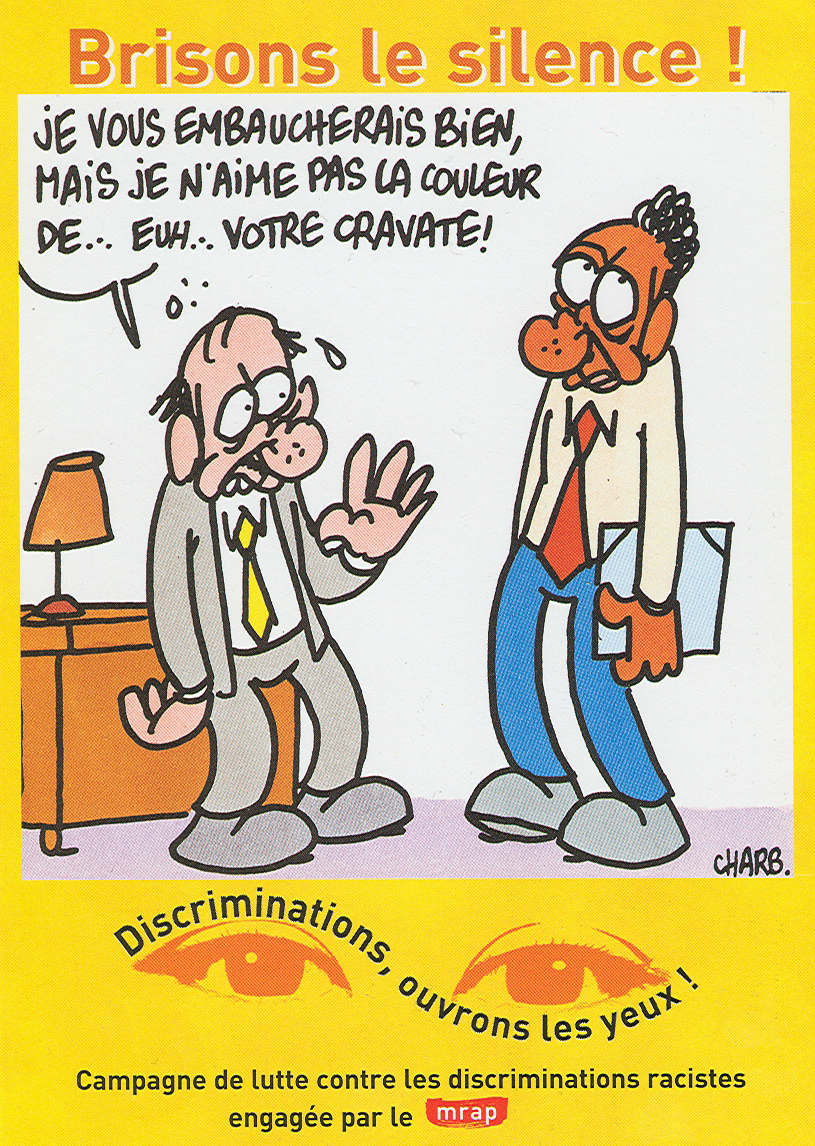
Carte postale créée lors de la campagne de lutte contre les discriminations du MRAP en 2001. Dessin de Charb, dessinateur à Charlie Hebdo et L'Humanité.

Fraternité Française, en juin 1961, a publié un article de Pierre Poujade attaquant un candidat du 9e arrondissement de Paris. Le MRAP jugea l'article antisémite et saisit le Procureur de la République qui intentera un procès. En décembre 1961 paraît un second article dans Fraternité Française intitulé « Le régime et les juifs. Pierre Poujade inculpé d'antisémitisme. Un comble ! », dans lequel Pierre Poujade accuse le MRAP d'exciter la haine raciale et attaque l'association pour diffamation. Le procès est jugé à Limoges en octobre 1962, où Pierre Poujade et Fraternité Française sont alors condamnés chacun à 2 000 nouveaux francs[réf. nécessaire]. Pierre Poujade et le directeur de Fraternité Française font appel, et en mars 1963, la Cour d'appel annule le jugement de première instance et se range aux arguments de l'avocat de Pierre Poujade selon lequel l'article incriminé ne s'attaquait pas à tous les juifs, mais à une personne en particulier (le candidat aux élections dans le 9e arrondissement de Paris).
En novembre 1963, Marc Augier, un ancien collaborateur sous l'occupation de la France par les Allemands, publie sous le pseudonyme de Saint-Loup une apologie de la Luftwaffe. Le MRAP et des associations de résistants et de déportés demandent en vain l'intervention du ministère de l'Intérieur[réf. nécessaire], invoquant l'interdiction d'apologie de crimes de guerre. Mais le Parquet ne s'estimera pas compétent[réf. nécessaire].
En juin 1969, la revue du MRAP Droit et Liberté détaille l'argumentaire raciste d'un journaliste de Minute, Pierre Desmaret. Ce dernier poursuivra le MRAP pour diffamation, mais sera débouté.

##### L'action du MRAP pour le vote d'une loi interdisant l'apologie du racisme
Dès sa création, le MRAP a exprimé la nécessité selon lui d'une loi pour réprimer le racisme et pour permettre aux associations de se constituer partie civile.
En 1959, le magistrat Léon Lyon-Caen, alors Président du MRAP, rédige un projet de loi qui est envoyé à tous les députés et les sénateurs, mais il restera longtemps sans suite.

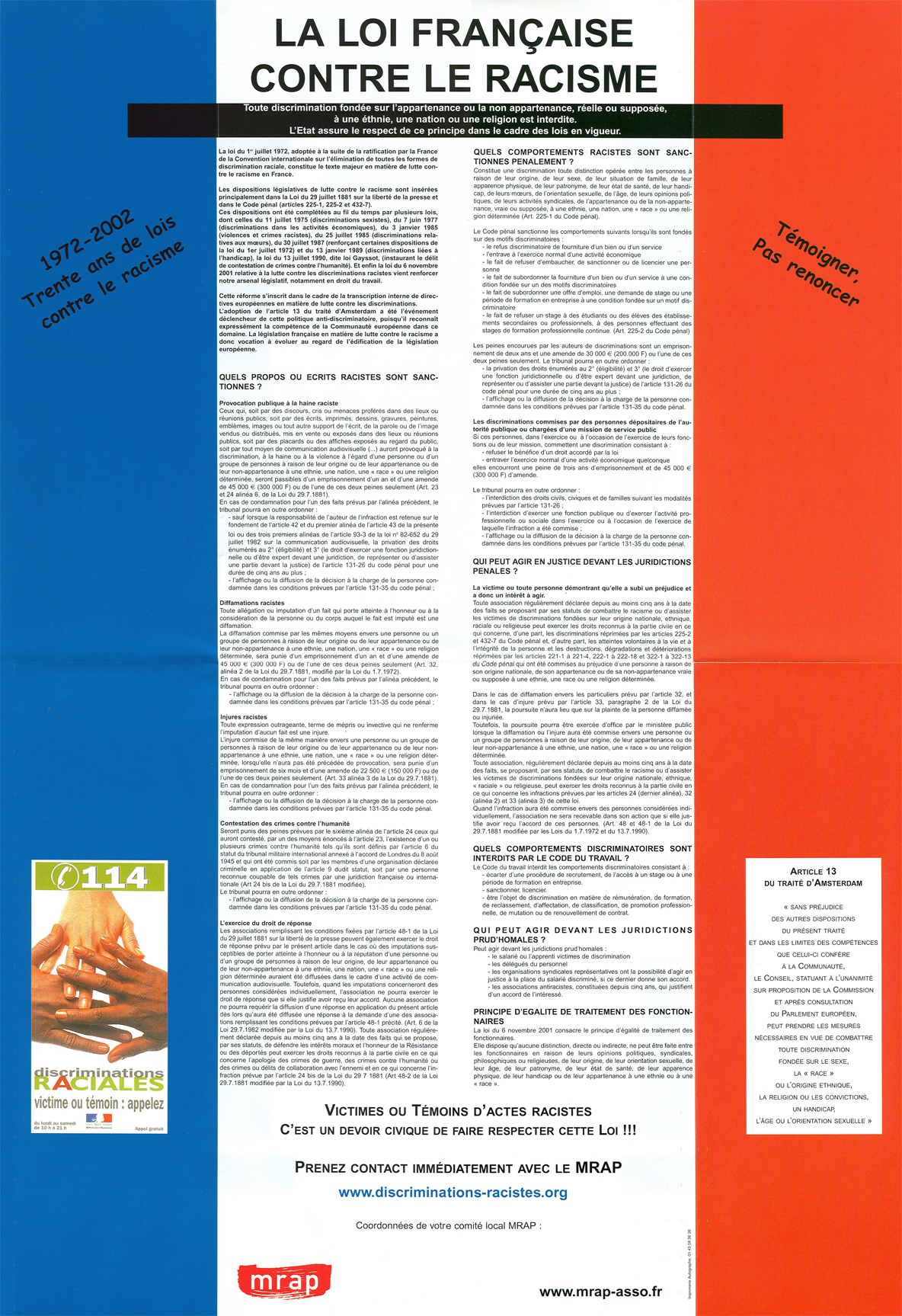
L'affiche reproduisant le texte de la loi de 1972, réalisée par Jean-Yves Treiber (créateur du premier logo du MRAP), a connu plusieurs éditions. Elle a été apposée dans des lieux publics, sur l'intervention des comités locaux du MRAP : mairies, écoles, commissariats. La loi a été aussi éditée en un petit dépliant, avec des conseils en plusieurs langues pour son utilisation.

À chaque élection législative, le MRAP envoie ses propositions de loi aux députés et aux sénateurs. Il demande une extension des poursuites à toutes les formes de discrimination et de diffamation, la dissolution des groupes fascistes, et la possibilité pour les associations de se constituer partie civile. Le MRAP fait signer des pétitions et continue d'envoyer sans succès ses propositions aux parlementaires (notamment en 1963 et 1966, après l'« affaire de Bagneux »)[réf. nécessaire].
Le 7 janvier 1971, dans le contexte de l'« affaire du Latin-musique », une délégation du MRAP est reçue par le Premier ministre Jacques Chaban-Delmas et lui demande que la proposition de loi contre le racisme soit inscrite à l'ordre du jour de l'Assemblée. Même si cette proposition n'a pas été suivie d'effet, l'année 1971 a été décrétée année internationale contre le racisme et la France a ratifié la même année la Convention de l'ONU sur l'élimination de toutes les formes de discriminations raciales de 1965.
La loi contre le racisme est finalement examinée par l'Assemblée nationale le 7 juin 1972. La LICRA demandera dans un projet concurrent déposé au Sénat que seules les associations reconnues d'utilité publique puissent se porter partie civile ; le MRAP propose que seules les associations ayant plus de cinq années d'existence puissent le faire. C'est finalement cette dernière option qui sera choisie et le 22 juin 1972, après plus de 20 ans, le MRAP obtient une loi contre le racisme, dite « loi Pleven ». Elle sera complétée par la suite, notamment par la « loi Gayssot », qui étend l'application des poursuites au négationnisme.

#### Anticolonialisme et soutien aux migrants dans l'après-guerre
Les guerres coloniales et le recours à une main d'œuvre immigrée durant les « Trente Glorieuses » ont changé les données de la lutte contre un racisme qui prenait des formes diverses.
Raymond Sarraute, Secrétaire général du Comité français pour la défense des immigrés dénonce en 1953 « le cycle des persécutions contre les immigrés qui se développe en France depuis 5 ans et qui constitue, avec notre politique coloniale, l'un des plus tristes aspects de la politique française de l'après-guerre ».
Le MRAP en collaboration avec la journaliste Madeleine Jacob réussit à piéger un hôtel du 2e arrondissement qui refusait des logements sur des critères de faciès.
Dans les « journées contre le racisme, l'antisémitisme et pour la paix » qui suivent la création du Mouvement, la référence au sort des travailleurs migrants est constante.
À partir des années 1950, le magazine du MRAP, Droit et Liberté publie plusieurs reportages qui expliquent les raisons qui poussent les migrants à quitter leur pays et qui dénoncent les conditions d'accueil en France. C'est essentiellement l'immigration des Maghrébins qui est étudiée puisqu'elle est majoritaire. Des bidonvilles commencent à apparaître à Nanterre, où vivent près de 8 000 Maghrébins, population la plus en proie à l'oppression à l'époque, notamment en raison des revendications pour une « Algérie libre et indépendante » qui accroissent la répression ; des camps d'internement où s'exerce la répression politique des Algériens sont ouverts sur le territoire métropolitain dès 1959.
De par l'intention de ses objectifs, lesquels s'opposent par définition au colonialisme, le MRAP se positionnera en faveur des victimes de l'occupation coloniale de l'Algérie[réf. nécessaire]. Des campagnes se développent dans des journaux comme France Dimanche, Le Parisien libéré, et l'Aurore. Le MRAP accuse dès 1951 ces journaux d'organiser des campagnes contre les Maghrébins, et d'imputer à eux seuls les phénomènes de délinquance. Dès le 12 octobre 1961, le MRAP émet un communiqué dans lequel il exprime qu'en « "conseillant de la façon la plus pressante" aux "Musulmans d'Algérie" de s'abstenir de circuler la nuit de 20h30 à 5h30, (…) on institue, en fait et contrairement au droit français, un véritable couvre-feu pour un seul groupe de citoyens déterminés par leur confession et leur lieu de naissance présumé. »

### Après 1977: Mouvement contre le racisme et pour l'amitié entre les peuples

#### Soutien aux immigrés
Entre 1971 et 1979, le MRAP a recensé 104 crimes à caractère raciste. Le mercredi 27 octobre 1971, Djellali Ben Ali, âgé de 15 ans, est assassiné au 53 rue de la Goutte d'Or à Paris (18e arrondissement) par le gardien de son immeuble, Daniel Pigot. Le MRAP lancera un appel intitulé : « Le racisme tue en France ». Cette affaire suscite une mobilisation importante, dont celle de Jean-Paul Sartre et Michel Foucault. Le meurtrier, Daniel Pigot, est finalement condamné à deux ans de prison ferme (juin 1977).
Le 28 novembre 1972, Mohammed Diab, 32 ans, est tué au pistolet-mitrailleur (PM) au commissariat de Versailles par le sous-brigadier Robert Marquet, qui sera finalement inculpé pour homicide involontaire. Maître Gisèle Halimi, avocate du MRAP, affirmera que cet homicide est à caractère raciste : la chambre d'accusation de Cour d'appel de Paris prononcera un non-lieu en 1980.
Fin 1973, 35 000 immigrés ont déposé des demandes de régularisation comme les y autorisait la circulaire Fontanet, alors que le solde migratoire était de 105 000 personnes en 1972. Pour le MRAP :

« Tout se passe comme si l'objectif visé n'était pas fondamentalement le contrôle de l'immigration mais des immigrés, facilitant à moindre frais l'utilisation de cette main-d'œuvre. »

« À origine sociale égale, écrit l'historien Gérard Noiriel, les fils d'immigrants ont plus de chance d'être ouvriers et moins de chance d'être employés que les nationaux. Le même constat vaut pour les femmes. »

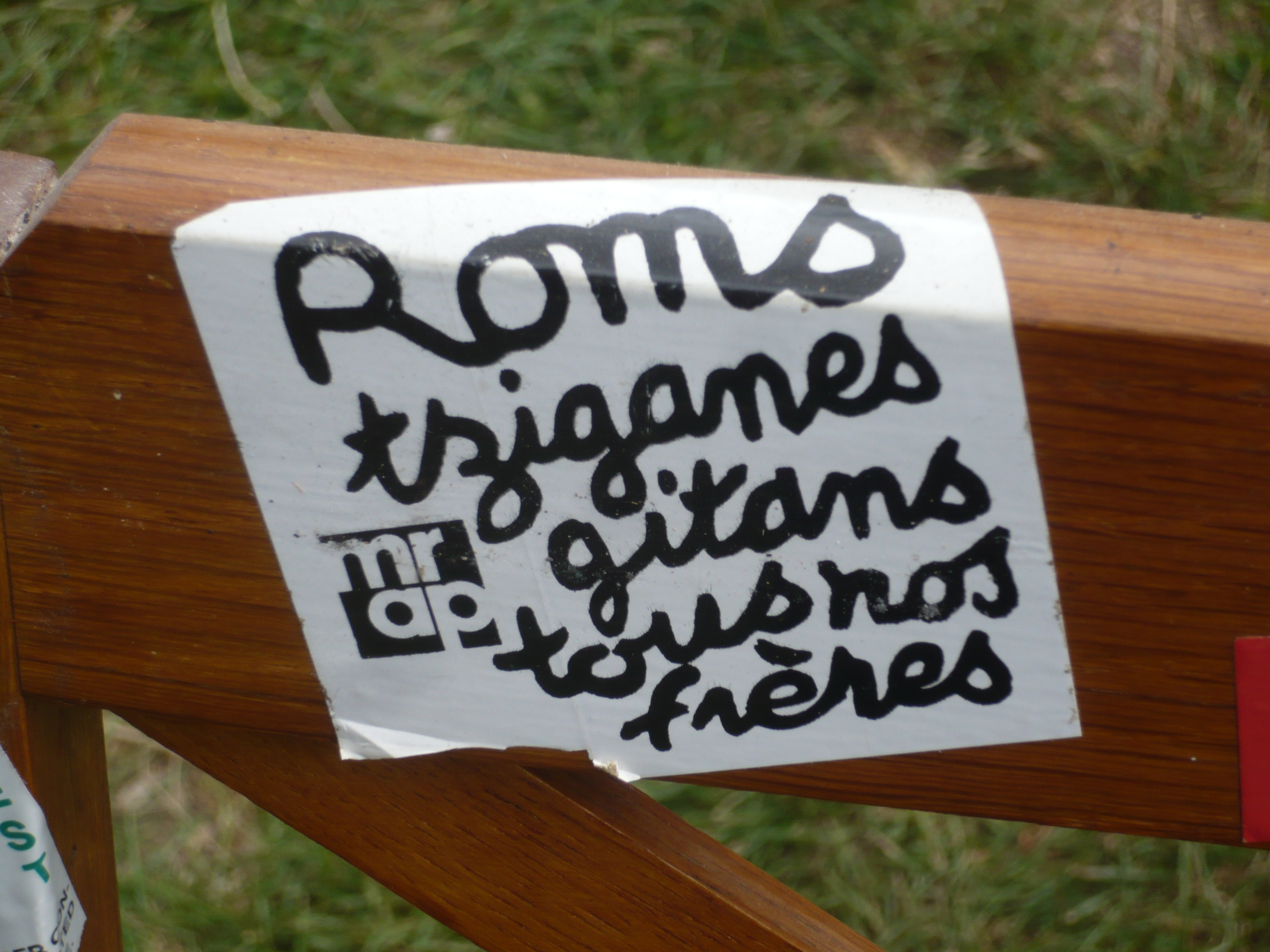
Autocollant du MRAP utilisé lors d'une campagne de soutien aux roms (années 1980).

Fin août 1973, un déséquilibré mental, Salah Bougrine, blesse mortellement un chauffeur de bus. À la suite d'une campagne de presse violente, sept Algériens sont assassinés à Marseille dans les jours qui suivent l'enterrement du chauffeur[réf. nécessaire]. Le gouvernement algérien suspend officiellement l'émigration car la sécurité de ses ressortissants n'est plus selon lui assurée[réf. nécessaire]. Le MRAP écrit à l'ambassade d'Algérie pour exprimer sa compréhension.
En janvier 1974, le journal d'extrême droite Minute titre : « Dehors les Algériens ! Ils n'ont plus leur place chez nous après le coup de force des pirates du pétrole. ». De grandes entreprises, prétextant la crise « créée » par l'OPEP, annoncent qu'elles ne renouvelleront pas leur contrat avec des travailleurs étrangers. Pour le MRAP, cette argumentation spécieuse cache non seulement des licenciements, mais contient un fond raciste évident.
En mars 1975, le MRAP élabore un projet de loi contre ce qu'il estime être des expulsions arbitraires. À l'époque, un étranger entré régulièrement sur le territoire français et titulaire d'un titre de séjour peut être expulsé s'il « constitue une menace pour l'ordre ou le crédit public ». Quand une expulsion est prononcée, il faut deux ans avant que le cas soit réexaminé et le cas échéant, que la personne puisse revenir. Malgré certains arrêts du Conseil d'État, le sort des étrangers reste entre les mains des autorités politiques[réf. nécessaire].

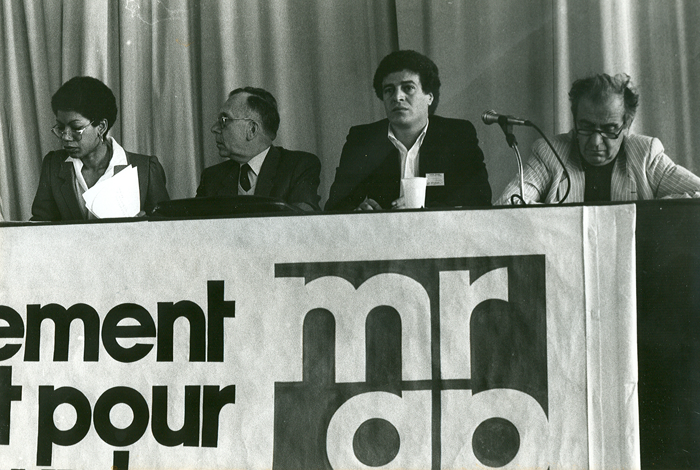
George Pau-Langevin, Albert Levy, Mouloud Aounit, François Grémy (vers 1989).

Le MRAP sous la houlette de George Pau-Langevin, présidente du mouvement de 1981 à 1988, informe régulièrement sur les circulaires et lois que les gouvernements successifs préparent pour le renforcement du contrôle de l'immigration. Elle est également à l’origine du changement de nom de la rue Richepanse (général qui contribua à rétablir l’esclavage en Guadeloupe en 1802, sur l'ordre de Bonaparte) en rue du Chevalier-de-Saint-George, dans le 1er arrondissement de Paris (du nom d'un métis guadeloupéen, violoniste, chef d'orchestre, épéiste et célèbre compositeur, de la seconde moitié du XVIIIe siècle).

#### Le changement de nom
L'année suivante, sous l'impulsion notable de son secrétaire général Albert Lévy, le MRAP cesse de signifier Mouvement contre le racisme, l'antisémitisme et pour la paix pour devenir le Mouvement contre le racisme et pour l'amitié entre les peuples.
Le changement de nom du MRAP reste encore aujourd'hui l'objet de débats passionnés. Pour certains, le retrait du terme « antisémitisme » signifie l'abandon de cette lutte, tandis que pour d'autres le changement de nom n'est qu'un signe de l'engagement du MRAP aux côtés des victimes de tous les racismes. « Les organisations nées dans le cadre de la Résistance, écrit l'historien Gérard Noiriel, principalement le MRAP, ont en effet joué un grand rôle pour inscrire le combat contre l'antisémitisme dans une perspective plus vaste de lutte contre le racisme colonial, en étroite relation avec le mouvement ouvrier. »

#### Actions contre l'antisémitisme
- Le 16 octobre 1981, Henri-Robert Petit, le secrétaire de l'ancien commissaire aux affaires juives est condamné à un an de prison avec sursis et 20 000 francs français de l'époque. Il avait attaqué dans une revue qu'il éditait à Argenteuil Simone Veil, Michel Debré, des juifs, et les habitants de l'État d'Israël. Le MRAP et la LICRA s'étaient portés partie civile[34].
- Le 22 mars 1982, Mark Fredriksen, ex-dirigeant du groupe néo-nazi « FANE » a été condamné à la suite d'une plainte du MRAP à 6 mois de prison avec sursis et 6 000 francs français de l'époque pour apologie de crimes de guerre, provocation à la haine et à la violence raciale, diffamation et injures raciales. Il avait repris dans la revue Notre Europe la thèse du négationniste Robert Faurisson selon laquelle les chambres à gaz n'avaient pas existé. Il avait déjà été condamné pour les mêmes faits en 1980 et 1981[35].
- En avril 1996, le MRAP porte plainte contre le journal de rue Le Réverbère, pour provocation à la haine raciale et à la discrimination. Dans le numéro du 17 février, le MRAP relève « des digressions antisémites calomniant l'ensemble des professions juridiques » dans un article signé de Georges Mathis, directeur de la publication. Celui-ci s'y interroge sur l'implication « des personnes de confession juive dans l'absence d'indépendance de la justice »[36].
- MRAP proteste contre l'enregistrement au Journal officiel du 25 novembre 1992, d'une association intitulée " Amnistie nationale pour les internés et les victimes de la loi Gayssot ", qui se donne pour objet d'« ouvrir un débat contradictoire sur la question des chambres à gaz homicide durant la seconde guerre mondiale » ". Le MRAP se déclare « stupéfait par cette légalisation officielle de la propagande négationniste » et demande « la dissolution de cette association ». Il indique qu'il a, à cette fin, « initié une procédure », le 10 décembre, devant le tribunal de grande instance de Fontainebleau, « afin qu'il soit procédé à l'annulation de ladite association »[37].
- Alain Bihel, employé à l'usine nucléaire de la Cogema à La Hague (Manche), a comparu, lundi 15 novembre 1999, devant le tribunal correctionnel de Paris, poursuivi pour « injure raciale » par le MRAP qui lui reproche d'avoir dit, lors d'une manifestation en marge de la visite du candidat Verts aux élections européennes, Daniel Cohn-Bendit à Cherbourg : « Avec quoi, les Allemands vont-ils faire brûler leurs centrales ? Avec des Juifs ? »[38].
- En mars 2000, 13 juifs iraniens sont incarcérés par le régime iranien pour un prétendu espionnage au profit d'Israël et des États-Unis. Ils encourent la peine de mort. Le CRIF suivra l'affaire de très près et agira, en France, pour que ces treize juifs puissent être sauvés. Le MRAP apportera son entier soutien au CRIF dans cette démarche, ainsi que la LICRA, SOS Racisme, de nombreuses organisations d'avocats et de magistrats, dont le barreau de Paris[39].

### 1989-2007: la période Mouloud Aounit et les dissensions internes

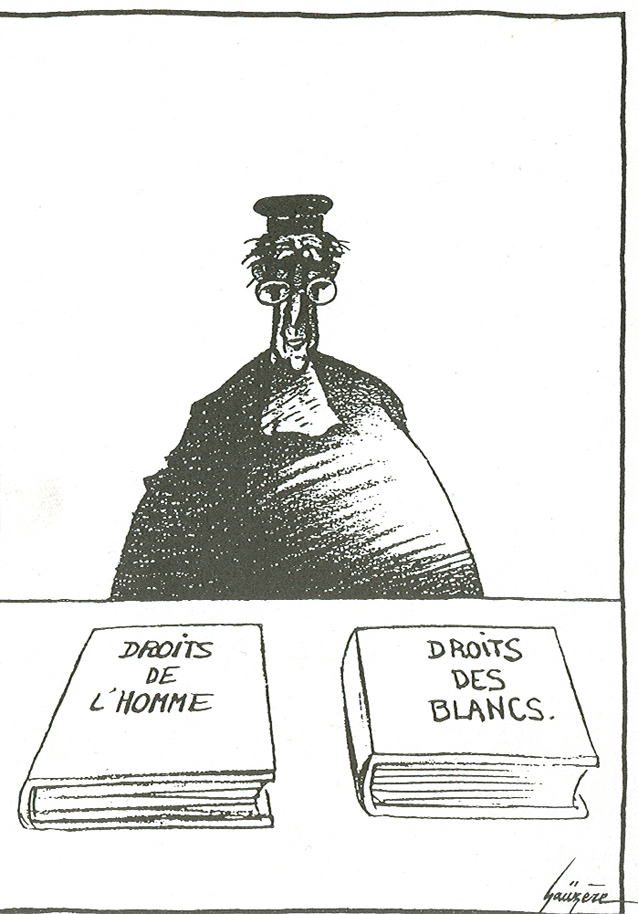
Carte postale du MRAP diffusée à l'occasion de la journée internationale pour l'élimination de la discrimination raciale, le 21 mars 1989. Dessin de Jean-Pierre Gaüzère, dessinateur à Alternative libertaire et Le Monde libertaire.

Les années 1989-2007 sont marqués par la personnalité de Mouloud Aounit. Le mouvement qui, selon Le Monde, lutte alors beaucoup contre l'islamophobie est traversé par des luttes internes.

#### Affaires de voiles islamiques et de foulards à l'école
L'Humanité titre le 6 octobre 1989 : « Le renvoi de trois collégiennes musulmanes soulève la protestation du MRAP et de SOS Racisme. Pendant que le SNES appelle à la tolérance, l'administration annonce la reprise du dialogue avec les familles. »
Mouloud Aounit, qui venait d'être élu Secrétaire général du MRAP un mois auparavant, dénonce la recherche de boucs émissaires aux difficultés sociales. « Pourquoi la pratique de la religion musulmane serait-elle nécessairement intégriste, fanatique, ou intolérante ? »  Le MRAP publiera un communiqué dans lequel il réclamera des « moyens pédagogiques » en lieu et place des « mesures autoritaires ». « En France, déclare le MRAP, d'autres communautés manifestent leur appartenance religieuse par le port d'autres symboles, sans qu'elles fassent l'objet de sanction. »
Le mercredi 25 octobre 1989, Lionel Jospin, alors ministre de l'éducation, fait à l'Assemblée nationale une déclaration saluée par le MRAP comme une déclaration « courageuse et pédagogique », dans laquelle il affirme notamment qu'« en cas de blocage [avec des filles voilées], l'école doit accepter et accueillir », ce qui sera une position constante du MRAP depuis l'affaire de Creil. Un éditorial de Claude Cabanes dans L'Humanité du 26 octobre 1989 critiquera néanmoins violemment la position de Lionel Jospin, accusé d'« offrir sur un plateau à la droite le brevet de défenseur intraitable de la laïcité ».
Le jeudi 26 octobre 1989, le MRAP dépose plainte, par l'intermédiaire de Maître Gilbert Collard, contre Mme Vouland-Fessard, proviseur du LEP Marie-Laurencin dans le 14e arrondissement de Marseille, pour avoir refusé en cours une élève voilée.

#### Divergences au sein du MRAP (novembre 1989)
Le MRAP n'échappe pas à des divisions internes sur la question. Comme le dit Libération du 23 octobre 1989 à propos du débat de société qui vient de s'engager, « les clivages ne recoupent pas les frontières politiques et idéologiques traditionnelles. Ils départagent ceux qui prônent l'interdiction par crainte du développement de l'intégrisme et les partisans de l'autorisation, eux-mêmes différemment motivés. ». Le 6 novembre 1989, le comité local de Marseille marque sa désapprobation avec la position nationale du MRAP (contre le port du voile mais contre les exclusions). Baya Bouhouné-Jurquet rend publique une résolution adoptée en assemblée générale par le comité de Marseille « opposé à la tolérance de toute représentativité religieuse à l'intérieur des établissements d'enseignement public. ». Selon elle, « la position adoptée par le secrétariat national dans un communiqué flagorneur soutenant la position prise par Lionel Jospin à propos du voile coranique dans les écoles, constitue une violation de l'orientation de la dernière session du bureau national. ». Elle s'étonne que le MRAP « puisse soutenir une attitude obscurantiste et sexiste vis-à-vis des femmes musulmanes. ». Tout en rappelant son origine maghrébine, elle affirme qu'elle a pu « s'affranchir du port du voile après l'avoir subi pendant quinze ans » et que « toute concession accordée à l'intégrisme ne peut que provoquer un nouvel essor du racisme ». Elle affirmera à l'AFP que cette divergence avec les instances du MRAP « ne marque pas une rupture, mais simplement une discussion sur un problème sensible. » .

#### Actions diverses
Durant cette période, le MRAP poursuit ses combats classiques en étendant notamment sa lutte au mouvement LGBT et au racisme sur internet.

##### Les violences et pressions policières
Le terme « violences » est entendu ici aussi bien comme étant physiques que morales. Les faits seront classés par la suite dans deux sous-titres correspondant à ce type de violences.
- Vendredi 21 et samedi 22 octobre 1988, le MRAP et le SNAPC (premier syndicat chez les inspecteurs de police) organisent un colloque « Justice et police face au racisme »[47]. Christian Naijeon, du SNAPC, déclare : « L'image que beaucoup de policiers se font du MRAP : "c'est une organisation qui s'empresse à la moindre occasion de les persécuter" »[48]. « Attitude courageuse, écrit Libération : le SNAPC et la CFDT-Police étaient tout seuls face aux magistrats du Syndicat de la magistrature et aux avocats du Syndicat des avocats de France, du personnel pénitentiaire de la CFDT, CGT, de la FEN, et des membres des organisations antiracistes. Les débats auraient pu tourner à la partie de boxe entre les policiers et les autres. Chacun a balayé devant sa porte. »[48]. Les associations, les magistrats et les avocats soulignent l'importance des crimes racistes en France, tandis que les policiers se plaindront des politiques qui ne prévoient pas des termes déontologiques aux lois qu'ils votent. « Être obligé de garder dans des commissariats des étrangers, sans structures pour les accueillir plusieurs jours, conduit les policiers à reporter leur mauvaise humeur contre l'administration sur celui qui gêne »[48]. Selon Thierry Spizer de la CFDT Justice : « Quand un directeur de prison organise un tabassage de détenus maghrébins ou distribue des tracts racistes, des briquets du front national à l'intérieur de sa taule, déclare Thierry Spizer, il n'y en a pas beaucoup qui bavent. »[48]. Les organisations décident de se revoir et de mener des actions ensemble.
- Début 1994, affaire de Mme Ben Brahim - Nadia Kurys avec une pétition ayant notamment pour signataires Jean Ferrat, Mouloud Aounit, Mgr Gaillot, Albert Jacquard, Gilles Perrault, Jack Ralite, le professeur Schwartzenberg, l’ASTI, la Ligue des droits de l’homme, la Fédération des œuvres laïques, Terre des hommes, les Amis de « Témoignage chrétien », l’Appel des cent, la FDIRP, la CGT, le SNES, la FSU, la CFDT-Santé, le PCF, le PS, les Verts[49],[50] Cette dernière est finalement relaxée le 5 avril 1996[51], après deux ans de procédures judiciaires pour avoir interrogé un déni de droit de la part des autorités policières[réf. nécessaire].
- Le 27 juillet 2005, Nicole Mussle, la Présidente du Comité Local du MRAP de Sarreguemines, Vice-Présidente de la Fédération de la Moselle et membre du Réseau éducation sans frontière, a été arrêtée et mise en garde à vue pour « enlèvement et de séquestration de mineurs de moins de quinze ans » pour avoir pris soin des deux enfants d'une famille congolaise interpellée par les gendarmes dans le but d'une reconduite à la frontière (les enfants avaient été laissés sur place par les gendarmes). Mouloud Aounit, alors Secrétaire général du MRAP, avait écrit au Ministre de l'Intérieur Nicolas Sarkozy. Elle est libérée « le soir même pour raison médicale »[52].

##### Soutien au mouvement lesbien-gay-bi-trans
- En 1996, Mouloud Aounit sera présent à la Gay Pride et y représentera le soutien du MRAP[53]. Il participera tous les ans au nom du MRAP à la Marche des fiertés.
- Le 8 juin 2004, le MRAP en tant que Mouvement et Mouloud Aounit en tant que personnalité soutiendront l'appel "Contre l’extrême droite homophobe : solidarité avec les antifascistes inculpés !"[54]
- Le MRAP soutiendra et appuiera depuis le début de cette lutte toutes les démarches de lobbying des associations de lutte contre l'homophobie afin que ces associations puissent se porter partie civile contre les actes et les paroles homophobes[55]

##### Le racisme sur Internet
- Le lundi 13 juillet 2000, le MRAP dépose plainte contre la société Yahoo! « tant qu'elle n'aura pas moralisé ses services ». Yahoo vendait des armes ornées de croix gammées[réf. nécessaire]. Plusieurs associations antiracistes, dont le MRAP, poursuivent en justice le géant américain de l'Internet, accusé notamment de donner accès à un site de vente aux enchères sur lequel figurent des objets à la symbolique nazie (Le Monde du 26 juillet). Le juge des référés doit rendre sa décision dans cette affaire le 11 août.
- Le MRAP appelle le 31 juillet 2001 à une manifestation qui appelle au boycott de la société Yahoo, notamment pour y avoir vendu des armes recouvertes d'insignes nazis[56].

##### Soutien aux migrants et demandeurs d'asile
Le MRAP a participé à des actions dans le cadre de Migreurop :
- Le MRAP a soutenu le 16 juillet 2004 l'action de Migreurop "Cap Anamur, cap au pire : l’Europe contre l’asile se fait sous nos yeux"[57]
- Le 25 mars 2005, le MRAP soutenu à nouveau l'action de Migreurop "L’Italie expulse des boat-people, l’UE ferme les yeux"[58]
- En avril 2006, le MRAP a participé à l'action Migreurop "La « réinstallation » contre le droit d’asile"[59].
- Le 22 août 2007 s'est ouvert à Agrigente en Italie le procès de sept pêcheurs tunisiens qui ont recueilli à leur bord 44 migrants dont l’embarcation allait sombrer. En tant qu'association soutenant  le réseau migreurop en France, le MRAP a participé à la mobilisation européenne de soutien aux pêcheurs tunisiens en soutenant la manifestation organisée par la FTCR Fédération tunisienne pour une citoyenneté des deux rives devant l'ambassade d'Italie à Paris le 7 septembre 2007. « Auparavant, les navires de sauvetage italiens et maltais, tout comme d’autres bâtiments de pêche, avaient refusé de les prendre à leur bord, « effet tragiquement palpable des intimidations croissantes » dont ils font l’objet, explique le Mrap. »[60]

##### Soutien aux femmes iraniennes et afghanes
- Le 1er octobre 2001, par la présence de ses militants et de Mouloud Aounit, le MRAP participe à la manifestation organisée par l'association Negar-soutien aux femmes afghanes afin de protester contre le sort des femmes afghanes sous le régime des Talibans. La manifestation réunira 5 000 personnes et plusieurs autres personnalités et organisations y participeront : Brice Lalonde (Génération Écologie), Alima Boumediene-Thiery, députée européenne des Verts, des sœurs de la Grande Loge féminine de France, l'association Mix Cité, Alain Lipietz et Noël Mamère, le PCF, la CGT, le Groupe des Dix, la FSU notamment[61].
- Le 8 mai 2001, Mouloud Aounit, alors secrétaire général du MRAP, publie dans L'Humanité une tribune en soutien aux femmes afghanes intitulée : « Ils devront répondre de ce crime contre ton humanité »[62].

#### Affaire Louis Chagnon (2004)
Voir ci-dessous les controverses sur les prises de position du MRAP.

#### Nouvelles contestations internes
Depuis l'an 2000, des orientations du MRAP ont été désapprouvées par une partie de ses membres.
Alain Callès (un des quatre membres de la présidence collégiale pendant presque deux ans, déclarait à propos du MRAP « il est évident qu'il a abandonné dans son combat antiraciste, ses références aux principes fondamentaux qui constituaient sa colonne vertébrale. En obscurcissant les principes laïques à l'ombre du voile puis en développant le concept d'islamophobie, il ouvrait la voie à un communautarisme à l'anglo-saxonne et perdait progressivement pied avec les principes d'égalité et de citoyenneté. La citoyenneté n'est plus le combat du MRAP ». Deux anciens présidents, François Grémy (Président délégué de 1980 à 1984) et Albert Lévy (Secrétaire général de 1971 à 1989) ont au contraire apporté leur soutien aux orientations actuelles du MRAP à la même période.
Sur ces points, lors du congrès de 2004, la ligne de la direction de Mouloud Aounit est vivement contestée par un certain nombre de ses fédérations. Finalement Mouloud Aounit est élu au poste de Président du MRAP avec une majorité de 61 % des exprimés.

#### Contestation de Mouloud Aounit et de ses positions au sein du mouvement
En 2006, à la suite de la publication des caricatures de Mahomet du journal Jyllands-Posten dans le journal France-Soir, le MRAP est la principale association avec l'Union des organisations islamiques de France (faisant partie du CFCM) à porter plainte contre ce journal. Répondant à des internautes inquiets de ce qu'ils perçoivent comme une dérive identitaire et religieuse, Mouloud Aounit répond: « J’estime que le droit au blasphème fait partie intégrante de cette exigence démocratique »[source insuffisante]. Cette notion de lutte contre l'islamophobie promue par Mouloud Aounit est contestée au sein même du mouvement et a provoqué des conflits et des démissions de membres estimant qu'il s'agit d'une « rhétorique communautariste et ethniciste ». Emmanuelle Le Chevallier, ancienne présidente de la fédération de Paris estime que « ce concept va à l'encontre du principe d'universalité et confond défense de l'homme et défense d'une religion ». 
Pour Gérard Kerforn, président de la fédération des Landes, la promotion de ce concept d'islamophobie est « un tiers-mondisme primaire, qui conduit à tolérer dans les religions dites "des pauvres" ce que l'on n'aurait pas toléré pour d'autres religions ».
En mai 2007, 26 membres du mouvement dont plusieurs membres du Conseil National signent un appel considérant que Mouloud Aounit ne représente pas « les valeurs universalistes et laïques » du MRAP et estiment qu'il utilise une « rhétorique communautariste et ethniciste » .
Gérard Kerforn, Emmanuelle Le Chevallier, Horiya Mekrelouf, René Meyer, Didier Poupardin, Yves Loriette, Anne Savigneux, Maya Vigier et Nadia Kurys, membres du Conseil National du MRAP entendent signifier par cet appel qu'ils ne reconnaissent plus Mouloud Aounit comme le président du mouvement.
Cette contestation s'intensifie quand Mouloud Aounit së déclare candidat au mandat de député dans la 3e circonscription de Seine-Saint-Denis en tant que « candidat des populations issues de l'immigration ». Ces membres du Conseil National ont considéré cette candidature « incompatible avec la présidence d'un mouvement qui repose sur des valeurs universelles » et ont donc demandé sa démission. En 2008, le MRAP est à nouveau la cible de nombreuses attaques dans la presse, notamment de l'hebdomadaire Marianne et du magazine Le Courrier de l'Atlas (mensuel des Maghrébins de France) qui reprochent à la direction du mouvement un communautarisme et une confessionalisation de la question antiraciste.

### Le MRAP et l'ONU
Le MRAP est admis comme ONG auprès de l'ONU depuis 1975. Il peut introduire des témoins, à qui la parole est accordée. Ce fut notamment le cas de José Ramos Horta, dirigeant pour l'indépendance du Timor oriental, qui a reçu le Prix Nobel.

## Prises de position spécifique

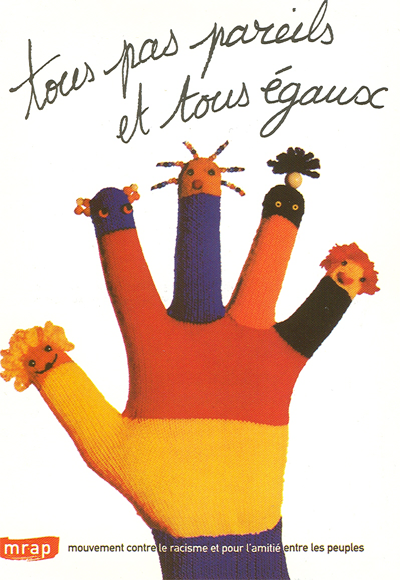
Carte postale MRAP du 21 mars, journée internationale pour l'élimination de la discrimination raciale. Concours d'affiches réalisées pour le MRAP en 1997 à l'ENSAAMA Olivier de Serres.
Deuxième prix : Marie-Amélie Cotillon.

Très sensible aux questions internationales, le MRAP milite notamment contre l'apartheid en Afrique du Sud et le racisme anti-noir aux États-Unis. Il défend notamment le journaliste membre des Black Panthers Mumia Abu-Jamal, dont la condamnation à mort pour le meurtre d'un policier a fait débat au sujet d'une éventuelle erreur judiciaire.
En France, il continue à s'exprimer contre l'antisémitisme (bien qu'il supprime de son appellation la mention « contre l'antisémitisme »), défend les droits des travailleurs immigrés, des gens du voyage, et plus généralement s'oppose à toutes les formes de racisme. Il exprime un avis, son avis politique, contre l'extrême droite, la droite et même le Parti socialiste lorsque Ségolène Royal annonce son programme en matière de sécurité, estimant qu'elle se lance « dans le populisme le plus dangereux » . Le MRAP s'oppose aussi à Philippe de Villiers.
En 1998, le MRAP s'est engagé comme personne morale dans la création d'ATTAC, et ainsi dans le mouvement altermondialiste.
Le mouvement concentre actuellement son action contre les lois en matière d'immigration et pour les droits des immigrés, dans la dénonciation du racisme sur internet et contre le négationnisme (procès à Bruno Gollnisch). Il estime par ailleurs que l'islamophobie est une forme de racisme et doit être combattue au même titre que l'antisémitisme.

### L'affaire Rosenberg

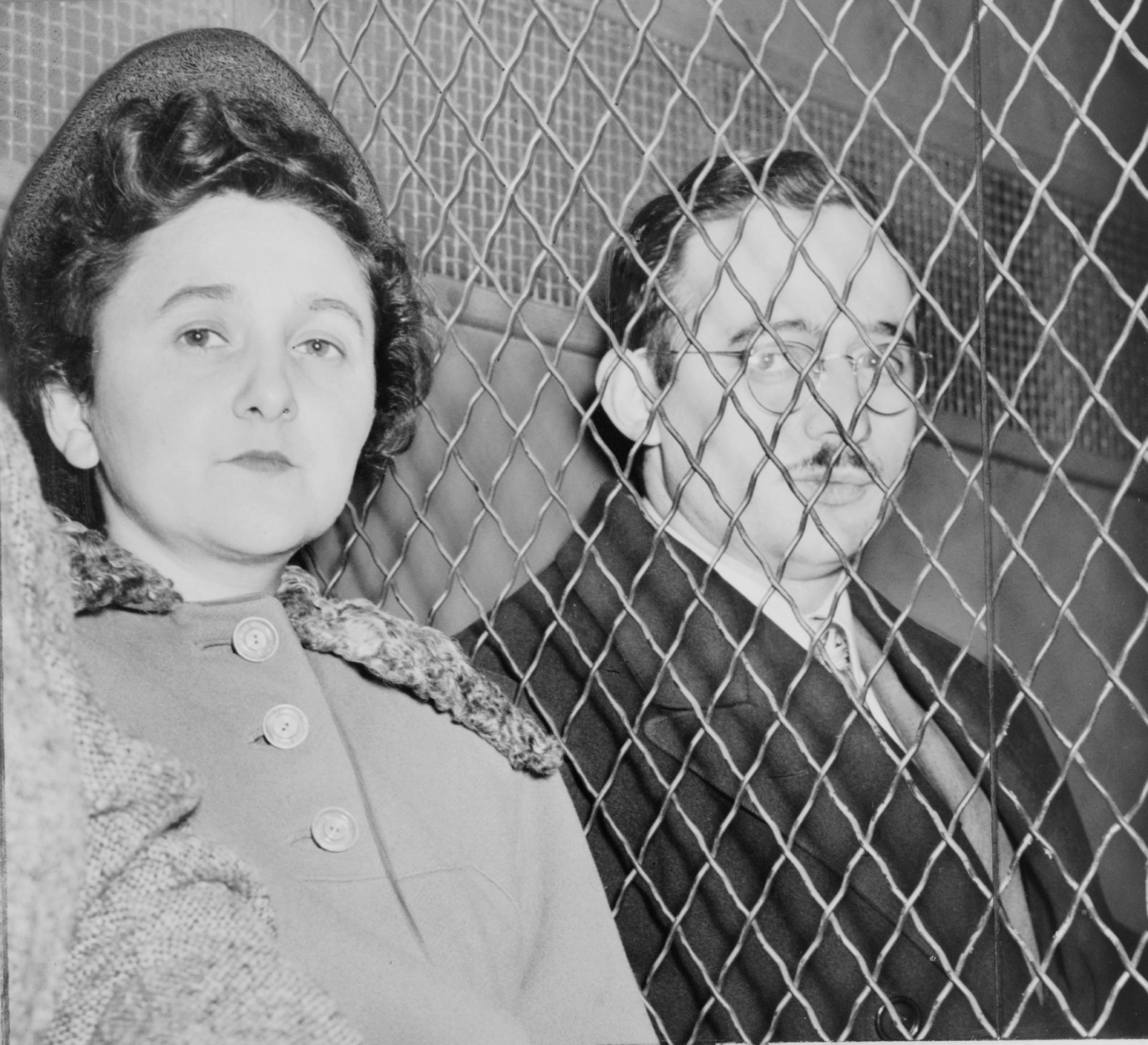
Les époux Rosenberg, exécutés le 19 juin 1953.

Des millions de manifestants à travers le monde n'ont pu empêcher que le 19 juin 1953, Ethel et Julius Rosenberg, un couple d'espions américains communistes, soient exécutés dans la prison de Sing Sing (New York, États-Unis). Ils ont été condamnés à mort durant la période du maccarthysme (campagne anticommuniste aux États-Unis de 1950 à 1956).
Le MRAP a été à l'initiative de la création en France du Comité de défense des Rosenberg. Différentes sources postérieures au jugement, dont des témoignages soviétiques, confirment l’espionnage au profit de l’URSS.

### Prises de positions contre l'apartheid
Le MRAP s'est opposé à la politique de développement séparé des races, également connue sous le nom d'apartheid, mise en place en Afrique du Sud à partir de 1948.
- Dès 1950, dans sa revue Droit et Liberté, le MRAP condamne l'arrivée au pouvoir du parti national en Afrique du Sud (deux ans plus tôt) et cite des extraits du livre L'Afrique du Sud cette inconnue d'Andrée Viollis[réf. nécessaire].
- Le 2 juillet 1974, le MRAP proteste contre le jumelage de la ville de Nice avec celle du Cap[75].
- Le 29 novembre 1974, le MRAP organise une manifestation contre la venue en France des Springboks, l'équipe sud-africaine de rugby[76].
- Le 5 mars 1977, Albert Levy, alors Secrétaire général du MRAP, signe une tribune dans Le Monde intitulée « Les armes de l'apartheid ». Ce sera le début d'une longue lutte du MRAP contre l'apartheid.

### Prises de position contre le racisme antiblanc
L'emploi du terme « racisme antiblanc » figurait déjà dans le livre Le Racisme dans le monde, de Pierre Paraf, président du MRAP, paru en 1964 (et réédité ensuite).
Le MRAP reconnaît et se prononce contre tous les formes de racisme, et bien entendu le racisme antiblanc, ou plus généralement[pas clair] contre les Européens, notamment au Zimbabwe, en Côte d'Ivoire, ou bien en France même.
Sur le plan international, le MRAP déclare par exemple dans un communiqué du 13 novembre 2004 qui dénonce les exactions des partisans de Laurent Gbagbo à l'encontre de la population civile française et condamne le « climat xénophobe "anti blanc" ».
Dans le cadre strictement français, le MRAP peut s'associer à des victimes dans les cas où le racisme semble être une des motivations des agresseurs, comme en avril 2010 lors d'une agression d'un couple à Perpignan.

## Organisation du MRAP

### Les organisations locales

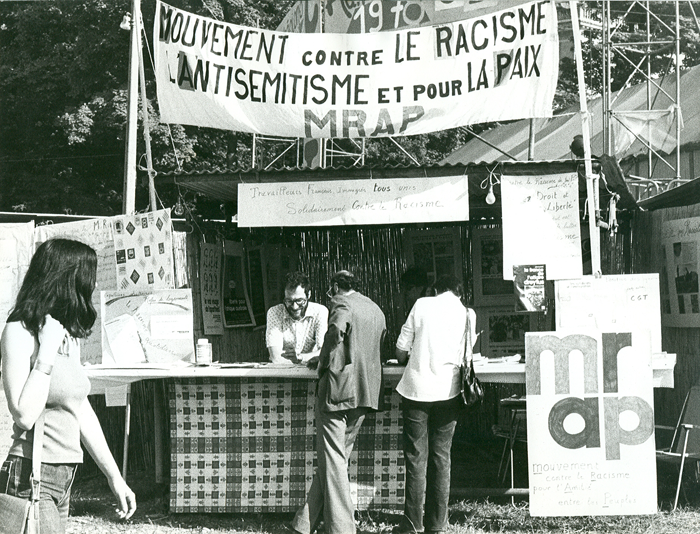
Comité local de Lyon.
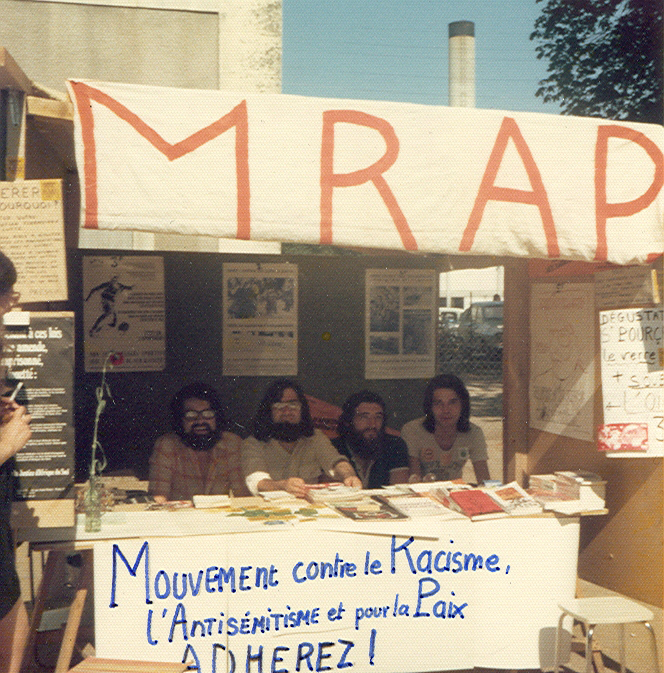
Comité local d'Orléans.
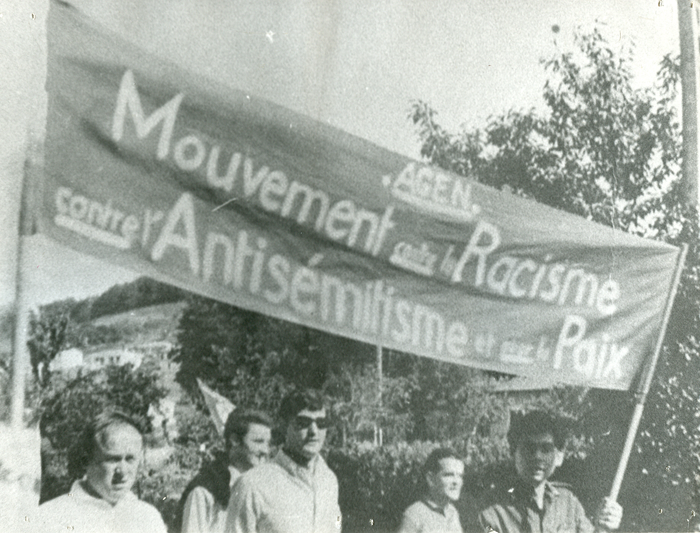
Comité local d'Agen.
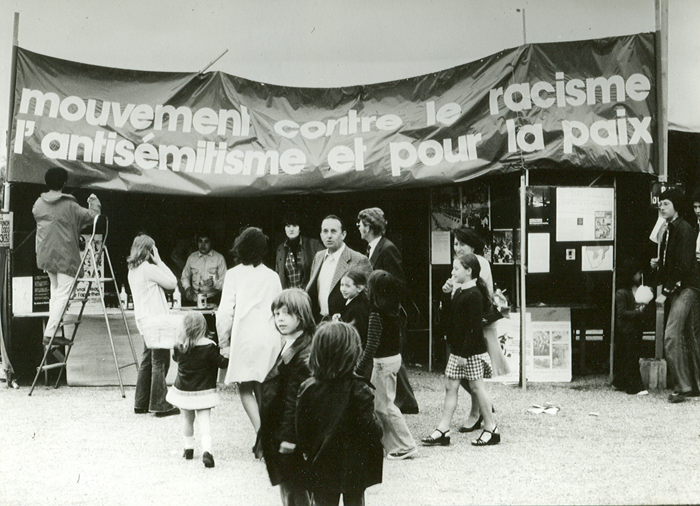
Stand du MRAP.

Le MRAP est constitué par un siège national situé à Paris. Il s'appuie sur plus de 180 comités locaux et une vingtaine de fédérations situées dans toute la France. Les comités locaux et les fédérations sont indépendantes du siège national et ont des statuts à part.

### Les responsables
De sa création en 1949 au congrès de décembre 2004, le MRAP a été composé de présidents ou de présidences collégiales (rôle politique), de présidents délégués (chargés d'ester en justice), de vice-présidents (rôle politique également), et de Secrétaires généraux (généralement porte-parole du Mouvement). À partir de 2004, le poste de secrétaire général a été statutairement transformé en poste de président, et les postes de présidents sont devenus des vice-présidents. Depuis 2008, la direction du MRAP est assurée par une présidence collégiale.

#### Les secrétaires généraux
- 1949-1950 : Maître Maurice Grynspan
- 1950-1971 : Charles Palant
- 1971-1989 : Albert Lévy
- 1989-2004 : Mouloud Aounit
- 2004 : Plus de poste de secrétaire général

#### Les présidents, vice-présidents, et présidents délégués
- 1949-1953 : Maître André Blumel (président)
- 1953-1962 : Léon Lyon-Caen (président)
- 1962-1981 : Pierre Paraf (président), Maître Fred Hermantin (vice-président), Charles Palant (vice-président), Abbé Jean Pihan (vice-président)
- 1981-1984 : François Grémy (président délégué), Maître George Pau-Langevin (présidente), Charles Palant (président), Abbé Jean Pihan (président)
- 1984-1988 : Maître George Pau-Langevin (présidente), Charles Palant (président)
- 1988-1989 : Maître Roland Rappaport (président délégué), Jacques Chevassus (président), Pierre-Marie Danquigny (président), Albert Lévy (président), Maître Alain Miranda (président), Charles Palant (président)
- 1989-1996 : Jacques Chevassus (président délégué), Pierre-Marie Danquigny (président), Albert Lévy (président), Maître Alain Miranda (président), Charles Palant (président)
- 1996-1998 : Jean-Jacques Kirkyacharian (président délégué), Jacques Chevassus (président), Maître Pierre Mairat (président), Paul Muzard (président)
- 1998-2001 : Maître Pierre Mairat (président délégué), Alain Callès (président-démissionnaire en 2000), Catherine Lloyd (présidente), Paul Muzard (président)
- 2001-2004 : Maître Pierre Mairat (président délégué), Jean-Jacques Kirkyacharian (président), Paul Muzard (président), Bertrand Barry (président)
- 2004-2008 : Mouloud Aounit
- À partir de 2004 : le « président » est l'équivalent de l'ex-secrétaire général, et les « présidents » deviennent des vice-présidents. Mouloud Anout est élu à ce poste avec 60 % des voix exprimées.

#### La présidence collégiale
- 2008-2011 : Collège de la présidence composé de Bernadette Hétier, Mouloud Aounit, Renée le Mignot, tous trois porte-paroles du mouvement
- 2011-2012 : Collège de la présidence composé de Bernadette Hétier, Jean-Claude Dulieu, Renée le Mignot, Gianfranco Fattorini tous porte-parole du mouvement[80]
- Depuis 2012 : Collège de la présidence élu pour trois ans : Dominique Deltour, Bernadette Hétier, Renée le Mignot, Pierre Mairat[81]
- Depuis 2018 : Collège de la présidence composé de Renée Le Mignot, Pierre Mairat et Jean-François Quantin[82].

## Controverses

### Sur les prises de position
Sa position en faveur de la libération pour motif humanitaire de Maurice Papon, partagée par Robert Badinter, a été critiquée. Le MRAP est ensuite revenu sur cette position.
La plupart des controverses des années 2000-2010 portent autour des notions de blasphème, de la liberté d'expression et des accusations dénonçant une dérive du MRAP vers un communautarisme musulman.
- Affaire Chagnon

Le MRAP a été accusé notamment par des associations dont l'Union des familles laïques (UFAL) ou encore par le Mouvement des Maghrébins laïques de France, de vouloir réintroduire un délit de blasphème, qui n'existe plus depuis la séparation de l'Église et de l'État, et d'œuvrer ainsi contre la liberté d'expression. Ces accusations ont notamment été proférées lorsque le MRAP a saisi le procureur de la République de Nanterre le 22 octobre 2003, avec la Ligue des droits de l'homme, contre Louis Chagnon, professeur certifié d'histoire, pour avoir dicté à ses élèves les phrases suivantes :

« Mahomet va se transformer en voleur et en assassin. Il va piller les caravanes de la Mecque pour se faire de l'argent, ce qui va provoquer une guerre entre les deux villes… Mahomet va imposer sa religion par la terreur. Il fait exécuter 600 à 900 juifs en un jour. »

Le MRAP cessa ses poursuites lorsque Louis Chagnon reçut un blâme et quitta l'enseignement « de son propre chef ». Le jugement de la 17e chambre du TGI de Paris du 24 mars 2005 « relèvera, principalement, que les qualificatifs de « voleur » ou « d'assassin » ou encore le mot de « terreur », relèvent exclusivement d'un jugement global de disqualification et non de l'énoncé des faits. » Louis Chagnon sera à nouveau débouté par la 11e chambre de la Cour d'appel de Paris le 9 novembre 2005. Mais le blâme est finalement annulé le 26 mars 2008 par le tribunal administratif de Paris, qui condamne en outre l'État à verser 1 000 euros à Louis Chagnon au titre des frais irrépétibles, statuant que « comme l’énonce l’arrêté attaqué la vérité historique des propos relatés n’est pas contestée ; que, par ailleurs, la provocation imputée à M. Chagnon n’est pas établie ; que, dès lors, quelle qu’ait pu être la maladresse commise par le requérant, et pour regrettable qu’elle fût, M. Chagnon est fondé à soutenir qu’il n’a pas commis de faute disciplinaire ». Sa demande d'indemnisation en revanche est rejetée comme irrecevable, faute de demande préalable adressée à l'administration,.
- Le MRAP a également poursuivi en justice, sans obtenir gain de cause, avec la Ligue française pour la défense des droits de l'homme et du citoyen et des associations musulmanes, l'écrivain Michel Houellebecq[91], celui-ci ayant déclaré :

« La religion la plus con c'est quand même l'islam. »

À l'audience, le romancier avait revendiqué le droit de critiquer les religions monothéistes :
« Les textes fondamentaux monothéistes ne prêchent ni la paix, ni l'amour, ni la tolérance. Dès le départ, ce sont des textes de haine. »
Les requérants sont déboutés au motif que :  les propos de Michel Houellebecq relèvent du droit à la critique des doctrines religieuses et considérant que la critique d'une religion ne peut s'apparenter à des propos racistes, quant à eux interdits par la loi française,.

- Le président du MRAP, Mouloud Aounit, déclare[94] dans une réaction aux propos[réf. nécessaire] de Jean-Marie Le Pen[95]:

« La liberté de blasphémer et la liberté d'ouvrir le champ au racisme doit être condamnée avec la plus grande fermeté. »

Il précisera, notamment le 10 février 2006, sur le site du Nouvel Observateur :

« Après les propos de Jean-Marie Le Pen sur les chambres à gaz et le doute qu’il a émis sur le nombre de juifs exterminés, j'ai estimé que cette déclaration était une offense blasphématoire à la mémoire des victimes de la Shoah. Le sens que je donnais à blasphème, c'était le caractère sacré de la protection de cette mémoire. C'est cela qui a été transféré en campagne. »

- Débat sur le port du voile islamique

En 2004, lors du débat sur le port du voile islamique dans les établissements publics français, le MRAP soutient les sœurs Levy, filles d'un des avocats du mouvement, lycéennes qui refusent d'enlever leur voile dans le lycée Henri Wallon à Aubervilliers. Il est alors sujet à d'autres critiques qui l'assimilent à un mouvement pour l'unique défense et de prosélytisme de l'islam. Au journal de France 2 le 6 janvier 2005, Mouloud Aounit intervient sur le cas d'élèves exclus de la cantine parce qu'ils avaient refusé de manger des plats non halal et il suggère que les élèves puissent avoir le choix entre plusieurs plats. Cette intervention a été aussi jugée par des détracteurs comme un autre signe de la dérive du MRAP vers un communautarisme musulman,.
Selon Caroline Fourest,

« une certaine gauche tiers-mondiste confond volontiers la libre critique de la religion musulmane (ses excès intégristes, sexistes ou homophobes) avec du racisme sous prétexte d"islamophobie". »

Néanmoins, lors d'un procès en octobre 2007 dans les Vosges opposant une responsable de gîtes ruraux et une femme voilée, Caroline Fourest estima qu'à l'inverse l'opposition au port du voile pouvait, dans certains cas, avoir des motivations politiques « racistes », la femme (Fanny Truchelut) refusant qu'une autre porte le voile fut défendue par un avocat de Philippe de Villiers (un des avocats de la femme voilée étant Michel Tubiana, qui plaidait pour la Ligue des droits de l'homme),
- Conférence avec Tariq Ramadan

Le mouvement a participé en 2003 à une conférence avec l'islamologue Tariq Ramadan au Forum social européen à Ivry-sur-Seine (Mouloud Aounit était à la tribune, avec cinq autres responsables d'associations, dont la Ligue des droits de l'homme ; le Forum social européen regroupait une centaine d'autres organisations). Selon l'essayiste et journaliste Caroline Fourest, c'est Tariq Ramadan qui aurait apporté au mouvement le concept de lutte contre l'islamophobie pour faire condamner le blasphème et les critiques de l'islam en France. Selon elle, la section de Paris du MRAP aurait pris la défense de Tariq Ramadan à la suite de son article controversé sur notamment certains intellectuels juifs. Michel Tubiana, alors président de la Ligue des droits de l'homme, déclarera : « Ma judéité m'a protégé. Personne n'a osé me traiter d'antisémite. La haine de soi, ça va comme ça. Mouloud [Aounit], lui, s'est fait taper dessus. Il en a pris beaucoup plus parce qu'il est arabe. »
- Publication des caricatures de Mahomet du journal Jyllands-Posten dans le journal France-Soir et plainte du MRAP contre le journal

En janvier 2015 à la suite de l'attentat contre Charlie Hebdo, Michèle Tribalat rappelant les déclarations du MRAP désignant les dessins publiés comme « un détournement raciste de la liberté d'expression », condamne le double discours de l'association.
- Liens avec des associations musulmanes

Fiammetta Venner et Caroline Fourest reprochent des liens entre le MRAP et des associations musulmanes, dont certaines comptent en leur sein des prédicateurs intégristes ou des « antisémites notoires ». Le 7 novembre 2004, la CFDT, la CFTC, la CGT, l'UNSA, la FCPE, la FSU, l'Union syndicale Solidaires, la LDH, la Ligue de l'enseignement, et le MRAP ont organisé une campagne intitulée Vivre ensemble libres, égaux et solidaires, qui a compté parmi ses dizaines de signataires l'UOIF (organisation représentant selon la politologue Fiammetta Venner « la mouvance intégriste de l'islam » et dont l'idéologie se base sur des « relents d'antisémitisme, fatwas belliqueuses, financements douteux »).

### Les divergences avec SOS Racisme
Du fait des positions du MRAP en ce qui concerne ce qu'il appelle la « lutte contre l'islamophobie » et le conflit du Proche-Orient, le mouvement a eu de fortes et parfois vives divergences avec SOS Racisme.
Le 23 novembre 2003[réf. nécessaire], Malek Boutih alors encore président de SOS Racisme déclare à propos du MRAP :

« Il faut dire, par exemple, que si je prends la société française que je connais, il y a des formes d’antiracismes différentes : il y a celui du MRAP qui défile aux cris de "Mort aux juifs", celui de la Ligue des droits de l’homme qui écrit le texte justifiant la présence de Tariq Ramadan au FSE. Mais, il y a aussi celui de SOS Racisme qui lui organise des débats contre l’antisémitisme et qui l’assume »

Le MRAP a porté plainte contre Malek Boutih, les cris incriminés ayant été prononcés par des éléments incontrôlés en marge de la manifestation. Le 14 septembre 2006, la 17e chambre du tribunal correctionnel de Paris a décidé de condamner Malek Boutih pour diffamation à l’encontre du MRAP. Il devra, comme le MRAP l’avait demandé, verser un euro de dommages et intérêts pour le MRAP, 1 000 euros d’amende, et 2 500 euros au titre de l'article 475-1 du code pénal. Cette condamnation a été confirmée par la cour d'appel de Paris le 27 juin 2007.
En février 2006, à la suite du meurtre crapuleux, fondé sur des préjugés antisémites, d'Ilan Halimi, une manifestation est organisée en mémoire du jeune juif assassiné, à l'appel de SOS Racisme, de la LDH, de l'UEJF et de la LICRA et avec la participation de partis politiques UDF, UMP, PS, Les Verts et le MPF. Le MRAP retire son soutien à cette manifestation, au motif de « la participation annoncée du Front national […] et celle du MPF de Philippe de Villiers. […] Le soutien de ces deux organisations d’extrême droite met en lumière le caractère ambigu de cette manifestation et son instrumentalisation politique. »
Interviewé par le journal 20 minutes à ce sujet, le vice-président de SOS Racisme Patrick Klugman déclare que de la part du MRAP « cet argument est crapuleux » et qu'il « n’est pas nouveau qu'il y a un malaise au sein de ce mouvement sur les questions de l'antisémitisme ». Le vice-président de SOS Racisme dit aussi se réserver « le droit d’attaquer le MRAP et son dirigeant, Mouloud Aounit, en diffamation ». Ce qui ne sera jamais fait.
Au sujet de l'antisémitisme, Maya Vigier, membre du conseil d'administration du MRAP, estime qu'au sein du mouvement « au prétexte de ne pas les stigmatiser, on ne peut plus parler du racisme antisémite en banlieues ».

### Affaire Robert Redeker
Robert Redeker est un professeur de philosophie qui a écrit un article critique sur l'islam, le coran et Mahomet. Il a exprimé l'idée que l'Islam est une religion de violence et de haine, contrairement aux autres religions. Il a été menacé de mort dans un mail d'insultes et vit désormais caché. Le MRAP et Mouloud Aounit ont à la fois critiqué les propos du philosophe et condamné les menaces de mort à son encontre,. Lors d'un débat télévisé (« L'Arène de France » le 25 octobre 2006 sur France 3), M. Aounit a associé M. Redeker à Oussama ben Laden dans un même rejet.

## Publications
- Chronique du flagrant racisme, Éditions la Découverte, Paris, 1984  (ISBN 2-7071-1453-7)
- Pierre Paraf[117], La France de l'affaire Dreyfus, Paris, Droit et liberté, 1978  (ISBN 2-900213-10-X)
- Collectif, Chronique d'un combat inachevé (50 ans contre le racisme), éd. Le temps des cerises/MRAP  1999 Livre édité à l'occasion du 50e anniversaire du MRAP.
- Marie-Agnès Combesque, Racisme, de l'injure au meurtre, éd. Syros/MRAP, 1996
- Jeunes Israéliens et Palestiniens ensemble contre l'occupation et pour la paix, MRAP